# Donatella Di Cesare

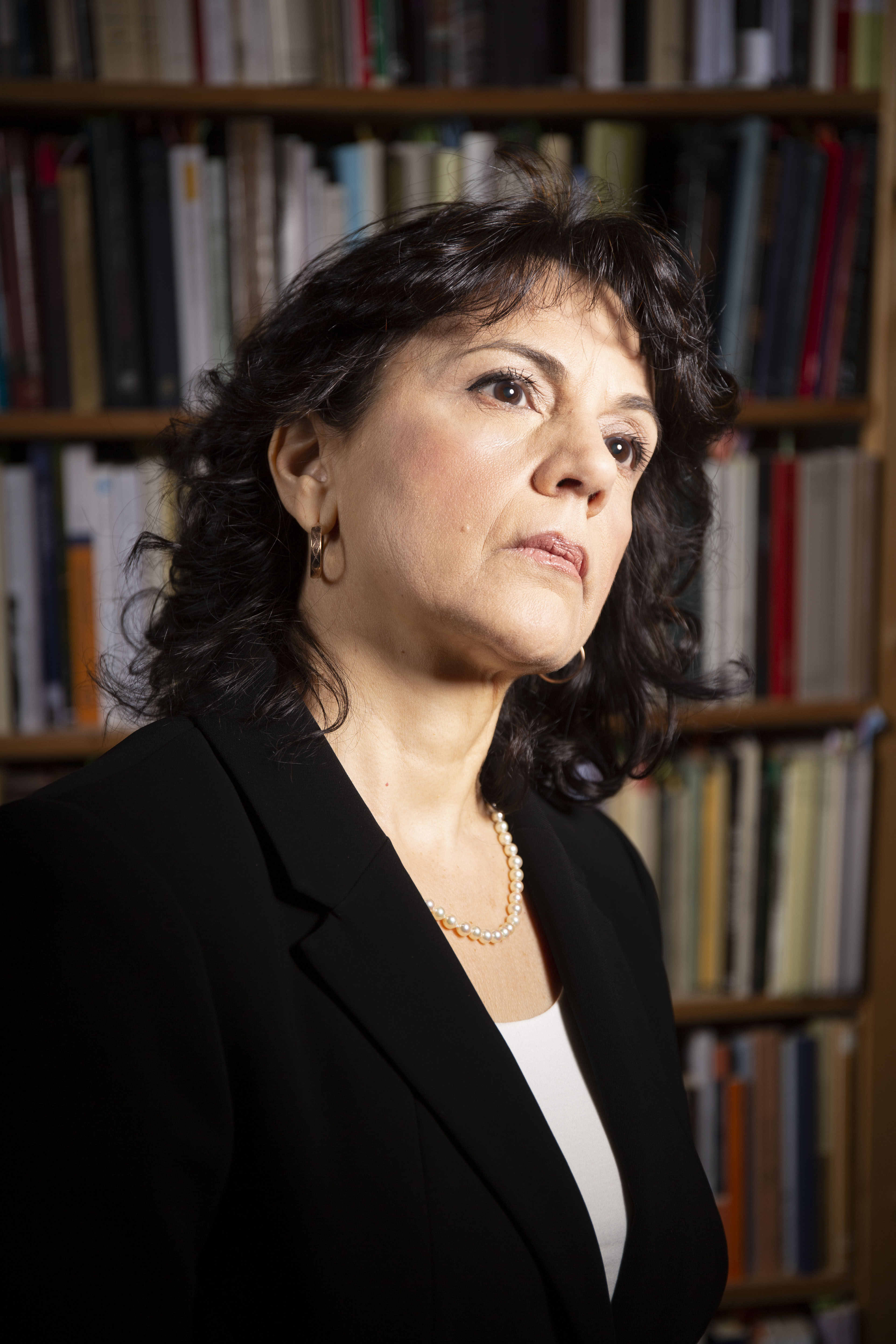
Donatella Di Cesare (2019)

Donatella Di Cesare (geboren 29. April 1956 in Rom) ist eine italienische Philosophin und Essayistin. Sie lehrt und forscht als Professorin für theoretische Philosophie an der Universität La Sapienza in Rom.

## Leben
Donatella Di Cesare studierte Philosophie, Altphilologie und Sprachwissenschaft an der Universität La Sapienza in Rom. Im Anschluss verbrachte sie mehrere Jahre an deutschen Universitäten, zunächst an der Universität Tübingen, dann in Heidelberg, wo sie die letzte Schülerin von Hans-Georg Gadamer gewesen war. Ihre Beschäftigung mit Phänomenologie und philosophischer Hermeneutik war von der Dekonstruktion Jacques Derridas beeinflusst. Ihren Niederschlag fanden diese Überlegungen in später veröffentlichten Essays und zwei Büchern: Gadamer. Ein philosophisches Porträt (2009) und Utopia of Understanding. Between Babel and Auschwitz (2012).
Nach der Veröffentlichung von Martin Heideggers Schwarzen Heften befasste sich Di Cesare in dem Buch Heidegger, die Juden, die Shoah (2016) mit der Verantwortung der Philosophie für die Vernichtung der Juden.
Die Frage nach der Gewalt und dem Menschen als Opfer extremer Gewalt dokumentiert der Band Torture (2018). Die politischen und ethischen Probleme im Zeitalter der Globalisierung und die daraus resultierenden Phänomene des Terrors als dunkle Seite des globalen Bürgerkriegs wurden in dem Band Terror and Modernity (2019) untersucht.
Der folgenschwere Konflikt zwischen dem Staat und den Migranten ist das zentrale Thema des Buches Resident Foreigners: A Philosophy of Migration (2020).
Eine Zusammenfassung der philosophischen Positionen Di Cesares findet sich in dem Buch Sulla vocazione politica della filosofia (2018), das 2019 mit dem Preis Mimesis Filosofia ausgezeichnet wurde und 2020 auch auf Deutsch erschienen ist (Von der politischen Berufung der Philosophie).
Im Frühjahr 2020 trifft die Corona-Pandemie Italien mit voller Wucht. In dem Essay Souveränes Virus? Die Atemnot des Kapitalismus (2020) verarbeitete Di Cesare die weltweite Krisenerfahrung als Problem einer vollends globalisierten und kapitalisierten Welt und stellt die politische Berufung der Philosophie auf die Probe dieser kollektiven Ausnahmesituation.
2021 erschien ihre Schrift Il complotto al potere (deutsch Das Komplott an der Macht, 2022), in der sie unter anderem die These vertritt, „das Komplott“ sei „die konstitutive Form einer Welt, die der kapitalistischen Hybris unterworfen ist und von der Allmacht des Staates beherrscht wird“.
Di Cesare ist Mitglied des Wissenschaftlichen Beirats der Internationalen Ludwig Wittgenstein-Gesellschaft und der Wittgenstein-Studien. Von 2011 bis 2015 war sie Vizepräsidentin der Martin-Heidegger-Gesellschaft, aus der sie am 3. März 2015, nach der Veröffentlichung der Schwarzen Hefte, ausgetreten ist.
Im April 2024 warf Di Cesare dem italienischen Minister für Landwirtschaft und Ernährungssouveränität Francesco Lollobrigida (Fratelli d’Italia) vor, er rede „wie ein Gauleiter, wie ein neo-hitlerianischer Statthalter“. Lollobrigida hatte zuvor vor einem „großen ethnischen Austausch“ gewarnt, der angeblich bevorstehe. Daraufhin verklagte der Minister die Professorin wegen Verleumdung.
Sie war Gastprofessorin an zahlreichen Universitäten: u. a. Hildesheim 2003; Albert-Ludwigs-Universität in Freiburg 2005; Kulturwissenschaftliches Forschungskolleg in Köln 2007. Im Wintersemester 2007 war sie Distinguished Visiting Professor of Arts and Humanities an der Pennsylvania State University (USA). Im Jahr 2012 war sie Gastprofessorin am Fachbereich für Sprachen und Literaturen an der Brandeis University (USA). Im Jahr 2017 hatte sie für ein Jahr einen Lehrauftrag an der Scuola Normale Superiore di Pisa (Italien) inne.

## Veröffentlichungen (Auswahl)
- Die Sprache in der Philosophie von Karl Jaspers. Francke, Tübingen u. a. 1996, ISBN 3-7720-2164-6.
- Wilhelm von Humboldt. (1767–1835). In: Tilman Borsche (Hrsg.): Klassiker der Sprachphilosophie. Von Platon bis Noam Chomsky. Beck, München 1996, ISBN 3-406-40520-7, S. 275–289.
- als Herausgeberin und Einleitung. In: Wilhelm von Humboldt: Über die Verschiedenheit des menschlichen Sprachbaues und ihren Einfluß auf die geistige Entwicklung des Menschengeschlechts (= UTB. 2019). Ferdinand Schöningh, Paderborn u. a. 1998, ISBN 3-506-99501-4.
- Die Verborgenheit der Stimme. Gadamer zwischen Platon und Derrida. In: Internationales Jahrbuch für Hermeneutik. Band 5, 2006, S. 325–345.
- Átopos. Die Hermeneutik und der Außer-Ort des Verstehens. In: Andrzej Przylebski (Hrsg.): Das Erbe Gadamers (= Dia-Logos. 8). Peter Lang, Frankfurt am Main u. a. 2006, ISBN 3-631-55195-9, S. 85–95.
- Auschwitz verstehen. Eine philosophische Überlegung. In: Information Philosophie. Bd. 35, Nr. 4, 2007, S. 22–29, (online)
- Gadamer. Ein philosophisches Porträt. Mohr Siebeck, Tübingen 2009, ISBN 978-3-16-149946-3.
- Heidegger, das Sein und die Juden. In: Information Philosophie. Bd. 42, Nr. 4, 2014, S. 8–21, (online)
- Heidegger, die Juden, die Shoah (= HeideggerForum. 12). Deutsche, erweiterte Ausgabe. Vittorio Klostermann, Frankfurt am Main 2016, ISBN 978-3-465-04253-2.
- Von der politischen Berufung der Philosophie. Übers. v. Daniel Creutz. Matthes & Seitz, Berlin 2020, ISBN 978-3-95757-871-6.
- Souveränes Virus? Die Atemnot des Kapitalismus. Übers. v. Daniel Creutz. Konstanz University Press, Konstanz 2020, ISBN 978-3-8353-9132-1.
- Die Zeit der Revolte. Übers. v. Daniel Creutz. Merve, Leipzig 2021, ISBN 978-3-96273-048-2.
- Philosophie der Migration. Übers. v. Daniel Creutz. Matthes & Seitz, Berlin 2021, ISBN 978-3-7518-0317-5.
- Das Komplott an der Macht. Übers. v. Daniel Creutz. Matthes & Seitz, Berlin 2022, ISBN 978-3-7518-0374-8.